# میلان لازارویچ
میلان لازارویچ (سیریلیک صربی: Милан Лазаревић؛ زادهٔ ۱۱ ژوئیهٔ ۱۹۴۸) بازیکن هندبال اهل یوگسلاوی بود.